# Cần sa ở Eritrea
Cần sa ở Eritrea là bất hợp pháp và phải chịu các hình phạt nghiêm khắc cho việc sản xuất, bán và sở hữu cần sa cho mục đích y tế hoặc giải trí. Người phạm tội bị phạt tù tới 12 tháng và bị phạt tới 50.000 Nakfa vì tội sở hữu hàng quốc cấm. Điều kiện canh tác cần sa ở Eritrea rất kém phát triên làm cho việc nhập khẩu cần sa từ các nước trong Thế giới Ả-rập càng trở nên phức tạp.
Giống như các quốc gia khác ở Đông Phi khác, Eritrea được sử dụng như một trung tâm buônlaauj ma túy. Cần sa từ Tây Nam và Đông Nam Á được chuyển qua Djibouti đến các quốc gia khác ở Châu Phi, Trung Đông và Châu Âu. Điều này bắt đầu ngay sau khi Eritrea độc lập, khi những người trẻ tuổi Eritrea, lớn lên ở châu Âu và Bắc Mỹ, trở về Eritrea và đưa ma túy vào xã hội mới phát triển.

## Lịch sử
Lá cần sa đôi khi được sử dụng trong y học dân gian của các tộc người ở Eritrea.
Dưới sự cai trị của Ý, cây gai dầu đã từng được trồng ở Eritrea.